# L'Arriviste (film, 1929)
Pour les articles homonymes, voir L'Arriviste.
Pour plus de détails, voir Fiche technique et Distribution.
L'Arriviste (Шкурник) est un film soviétique écrit et réalisé par Nikolaï Chpikovski, sorti en 1929. C'est un film muet en noir et blanc basé sur la nouvelle Tsibada (Цибала) de Vadym Okhrimenko. Le film a été censuré à sa sortie, il est aussi connu sous les noms de "Visage familier", "Tsybala", "L'histoire d'un homme ordinaire".
Il compte comme l'un des cent meilleurs films de l'histoire du cinéma ukrainien.

## Synopsis
Pendant la guerre civile en Ukraine, Apollon Chmyguev se voulant neutre passe dans le camp des Rouges, des Blancs, des neutres révélant ainsi qu'une seule chose compte pour lui : l'argent.

## Fiche technique
- Titre original : Шкурник
- Titre francophone : L'Arriviste
- Réalisation et scénario : Nikolaï Chpikovski
- Photographie :
- Montage :
- Production : Studio Dovjenko
- Pays d'origine :  Union soviétique
- Format : noir et blanc - 1.33:1
- Durée : 75 minutes
- Dates de sortie :  Union soviétique : 1929

### Distribution
- Dora Feller-Spikovskaya la commissaire
- Dimitry Kaka le colonel
- Louka Liachenko le chef des partisans
- Ivan Sadovsky : Apolon Chmiguev un habitant[3]